# Saint-Michel-de-Villadeix
Saint-Michel-de-Villadeix település Franciaországban, Dordogne megyében. Lakosainak száma 299 fő (2022. január 1.). Saint-Michel-de-Villadeix Salon, Veyrines-de-Vergt, Val de Louyre et Caudeau, Saint-Amand-de-Vergt és Vergt községekkel határos.

## Népesség
A település népessége az elmúlt években az alábbi módon változott:
| Lakosok száma | 283  | 263  | 258  | 291  | 317  | 316  | 309  | 305  | 300  | 299  |
|               | 1968 | 1982 | 1990 | 2006 | 2013 | 2015 | 2017 | 2019 | 2020 | 2022 |